# Jemadia fallax
Espèce
Jemadia fallax est une espèce de lépidoptères de la famille des Hesperiidae, de la sous-famille des Pyrginae et de la tribu des Pyrrhopygini.

## Dénomination
Jemadia fallax a été nommé par Paul Mabille en 1878 sous le nom initial de Pyrrhopyga fallax.

### Nom vernaculaire
Jemadia fallax se nomme Fallax Sabre-wing ou Fallax Skipper en anglais,.

### Sous-espèces
- Jemadia fallax fallax; présent au Brésil.
- Jemadia fallax fida Evans, 1951; présent au Pérou.
- Jemadia fallax fiska Evans, 1951; présent en Colombie
- Jemadia fallax solaris Hayward, 1942; présent au Pérou et au Brésil

## Description
Jemadia fallax est un papillon au corps trapu au thorax rayé noir et bleu clair en long et à l'abdomen rayé en cercle. 
Les ailes sont de couleur bleu ardoise foncé rayées de plages blanches avec une ligne submarginale bleu clair métallisé.
Le revers est semblable.

## Écologie et distribution
Jemadia fallax est présent en Colombie, au Venezuela, en Équateur au Pérou, au Brésil, en Guyana et en Guyane,.

### Biotope
Jemadia fallax réside dans la forêt primaire entre 200 m et 1 000 m.

### Protection
Pas de statut de protection particulier.